# 棘平牙鰕虎魚
棘平牙鰕虎鱼（学名：Apocryptes bato）為平牙鰕虎屬的唯一一種，属鰕虎目背眼鰕虎科，分布於印度洋區，包括印度、孟加拉及緬甸海域，體長可達26公分，棲息在河口及潮間帶，可作為食用魚。